# زارچنی (استان آمور)
زارچنی (به لاتین: Zarechny) یک منطقهٔ مسکونی در روسیه است که در استان آمور واقع شده‌است.